# Srđan Blažić
Srđan Blažić (en monténégrin cyrillique : Cpђaн Блaжић) est un footballeur international monténégrin né le 26 novembre 1982 à Podgorica. Il joue au poste de gardien de but. 

## Biographie
Evoluant en 2007-2008 au sein du championnat national grec, la "Super League Hélláda", dans le club de Levadiakos, il y côtoie notamment l'ancien attaquant ivoirien de l'AS Nancy-Lorraine Eli Kroupi, auteur de 8 buts dans de la saison. Il a joué 24 matchs et récolté deux cartons jaunes.
Sa très grande taille (1,96m) lui permet d'être particulièrement redoutable dans ses sorties aériennes, mais également sur coup de pied de réparation, comme le prouvent ses arrêts spectaculaires réalisés face à l'AEK Athènes lors de la 3e journée de Super League le 30 septembre 2007. Retardant longtemps l'échéance, il ne peut toutefois empêcher son club de s'incliner 4-0.
Il contribue largement au maintien en Super League de son club, promu de deuxième division, qui réussit même à se hisser à une honorable onzième place.
En janvier 2010, soit plusieurs mois avant la fin de la saison, il signe avec le Standard de Liège. Son contrat avec le APO Levadiakos se terminant avec la saison 2009-2010, il rejoindra son nouveau club librement à la fin de celle-ci.

## Carrière
- 2000-01 : Zeta Golubovci  Monténégro
- 2001-02 : Buducnost Podgorica  Monténégro
- 2002-03 : FK Mornar Bar  Monténégro
- 2002-05 : Kom Zlatica  Monténégro
- 2005-06 : Zora Spuž  Monténégro
- 2006-07 : FK Rudar Pljevlja  Monténégro
- 2007-10 : APO Levadiakos  Grèce
- 2010-11 : Standard de Liège  Belgique
- 2011-.. : Panetolikós FC  Grèce

## Palmarès
- Vice-champion de Belgique en 2011 avec le Standard de Liège